# Dom pod jabłonką
Dom pod jabłonką (ang. Apple Tree House, 2017) – brytyjski serial fabularny dla dzieci z udziałem żywych aktorów i animacji komputerowej.
Polska premiera odbyła się 28 stycznia 2019 roku na antenie stacji CBeebies.

## Obsada
- William Vanderpuye – Kobi[1]
- Shaheen Khan – Grandma Zainab
- Miranda Sarfo Peprah – Sam
- Aamir Tai – Mali
- Summer Jenkins – Bella

## Opis
Kilkuletni przyjaciele – Mali, Sam i Bella – mieszkają na tętniącym życiem miejskim osiedlu. Mają wiele przygód, wspólnie rozwiązują codzienne problemy i przeżywają dziecięce dylematy.

## Wersja polska
Wersja polska: Studio Sonica
Reżyseria: Miriam Aleksandrowicz
Dźwięk i montaż: Agnieszka Stankowska
Dialogi polskie:
- Maciej Więckowski,
- Olga Gromek

Kierownictwo produkcji: Helena Siemińska
Wystąpili:
- Katarzyna Kozak – babcia Zainab
- Szymon Kuśmider – Kobi
- Jakub Jóźwik – Mali
- Gaja Wasiak – Sam
- Antonina Żbikowska – Bella

W pozostałych rolach:
- Dorota Furtak
- Anna Ułas

i inni
Wykonanie piosenki czołówkowej: Adam Krylik (część odcinków)
Lektor: Szymon Kuśmider